# Pááfang
Pááfang ist eine austronesische Sprache, die auf den Hall Islands im Bundesstaat Chuuk der Föderierten Staaten von Mikronesien gesprochen wird. Pááfang ist eine malayo-polynesische Sprache und gehört zur Untergruppe der mikronesischen Sprachen innerhalb der ozeanischen Sprachen. Laut einem Zensus von 1989 gab es zu diesem Zeitpunkt etwa 1320 Sprecher des Pááfang, wobei es sich um die ausschließliche Kommunikationsform handelte. Pááfang wird heute in mehreren Veröffentlichungen als bedrohte Sprache eingeordnet, der genaue Status ist allerdings umstritten beziehungsweise wechselhaft. Der UNESCO Atlas of the World’s Languages in Danger führt die Sprache als „ernsthaft gefährdet“, The Catalogue of Endangered Languages (ElCat) des internationalen Endangered Languages Project klassifiziert Pááfang als „gefährdet“ mit einer zwanzigprozentigen Bedrohungslage.